# Parvithracia suteri
Parvithracia suteri är en musselart som beskrevs av Harold John Finlay 1927. Parvithracia suteri ingår i släktet Parvithracia och familjen Thraciidae. Inga underarter finns listade i Catalogue of Life.